# Beatrice Harraden
Beatriz Harraden (Hampstead, Londres, 24 de enero de 1864 – Barton-on-Sea, 5 de mayo de 1936) fue una escritora y sufragista británica.

## Biografía
Harraden estudió en Dresde, en el Cheltenham Ladies' College en Gloucestershire y en el Queen's College y Bedford College de Londres, y recibió un BA. Viajó extensivamente por Europa y los Estados Unidos, y en 1893 encontró la fama con su novela debut Ships That Pass in the Night, una historia de amor ambientada en un sanatorio de tuberculosis. Fue un best-seller, pero no pudo lograr un éxito similar con los libros siguientes, que incluyeron novelas, cuentos y libros para niños.
Harraden pasó varias vacaciones de verano en la taberna The Green Dragon en Little Stretton, Shropshire, caminando y escribiendo. Sus recuerdos de estos tiempos la llevaron a escribir un cuento corto, At the Green Dragon, publicado en 1894.
Harraden se involucró con el movimiento de los derechos femeninos, uniéndose a la Unión Social y Política de las Mujeres, la Liga de Sufragio de Mujeres Escritoras y Liga de Resistencia Fiscal de Mujeres y publicando su trabajo en el periódico sufragista Votes for Women. Esta participación se refleja en gran parte de sus obras de ficción. También participó como lectora para el Diccionario Oxford de Inglés, experiencia que también se reflejó en su obra de ficción The Scholar’s Daughter (1906) que se ambienta entre lexicógrafos.
En 1930, recibió una pensión civil por su obra literaria. Murió en Barton-on-Sea un lunes 5 de mayo de 1936.